# Вашичек, Йозеф
Йозеф Вашичек (чеш. Josef Vašíček; 12 сентября 1980, Гавличкув-Брод, Восточночешский край — 7 сентября 2011, Туношна, Ярославская область или Ярославль) — чешский хоккеист. Амплуа — центральный нападающий. Чемпион мира 2005 года. Обладатель Кубка Стэнли 2006 года. Погиб в авиакатастрофе на 31-м году жизни.

## Карьера
В 15 лет дебютировал в составе команды из родного города Гавличкув-Брод в юношеском турнире чешской Экстралиги, набрав 50 очков в 36 матчах. После этого был приглашён в систему пражской «Славии». За два сезона в 71 матче набрал 93 (33+60) очка по системе «гол+пас», а в составе юношеской сборной Чехии вместе со Збынеком Ирглом занял 4-е место на первенстве Европы.
В итоге подписал контракт в хоккейной лиге Онтарио (OHL) с клубом «Су-Сент-Мари Грейхаундз», где сумел набрать 151 очко за два сезона.
По итогам первого сезона был номинирован на звание лучшего новичка года в OHL в сезоне 1998/99, назначен капитаном команды и получил титул самого полезного игрока плей-офф в сезоне 1999/2000. Одновременно с этим завоевал звание чемпиона мира среди молодёжи в составе национальной команды Чехии.
В сезоне 2000/01 дебютировал в НХЛ в составе «Каролина Харрикейнз», с которой спустя год вышел в финал Кубка Стэнли.
Во время локаута в НХЛ в сезоне 2004/05 играл за пражскую «Славию», с которой вылетел в первом раунде плей-офф чешской Экстралиги.
В игре регулярного чемпионата НХЛ против «Флориды» 11 ноября 2005 года получил серьёзную травму колена и пропустил 59 матчей. В этом сезоне «Каролина» выиграла Кубок Стэнли и имя Вашичека было выгравировано на трофее.
Летом 2006-го обменян в «Нэшвилл», но по ходу чемпионата-2006/07 вернулся обратно. По окончании сезона подписал контракт с «Нью-Йорк Айлендерс».
1 июля 2008 года в качестве свободного агента подписал контракт с ярославским «Локомотивом», с которым стал серебряным призёром КХЛ 2008/09 и бронзовым 2010/11.
Погиб вместе с командой «Локомотив» 7 сентября 2011 года при вылете самолёта из ярославского аэропорта на первый матч нового сезона в Минске.

## Достижения
- Чемпион мира 2005
- Чемпион мира среди молодёжи 2000
- Обладатель Кубка Стэнли 2006 («Каролина Харрикейнз»)
- Серебряный призёр чемпионата КХЛ 2008/2009, бронзовый призёр 2010/11 («Локомотив»)

## Статистика
| Легенда | Легенда                    | Легенда | Легенда                   | Легенда | Легенда    |
| ------- | -------------------------- | ------- | ------------------------- | ------- | ---------- |
| И       | Количество проведённых игр | Штр     | Штрафное время            | +/−     | Плюс-минус |
| Г       | Голы                       | П       | Голевые передачи          | О       | Очки       |
| -       | Статистика неизвестна      | —       | Статистика не учитывалась |         |            |